# 康明道
康 明道（カン・ミョンド、朝鮮語: 강명도、1958年12月4日-）は、韓国の教授で、朝鮮民主主義人民共和国の人民武力部保衛大学保衛専門研究室長と合弁会社の副社長を務め、1994年に韓国に脱北した。康敦煜の6親等兄弟である康善煜の孫であり、康良煜の甥孫である。金日成とは10親等である。そして、朝鮮労働党平壌市責任書記と北朝鮮の政務院総理を務めた姜成山の婿でもあった。

## 生涯
平壌で生まれ、平壌外国語大学を卒業した。彼の祖父康善煜は、金日成の母方の祖父・康敦煜（康盤石の父親）と6親等の兄弟であり、康良煜の兄である。本人の言葉によれば、北朝鮮では姜成山の婿ということではなく、金日成の外戚であるチルゴル康氏の出身であることが、さらに影響力が大きかったという。チルゴル康氏は白頭血統、つまり金日成一家級の待遇を受けるという。
大学卒業後、中央社労青課外教養指導局外事課指導員（1979年9月〜1982年7月）、朝鮮人民警備隊隊員、党平壌市指導員（1982年7月〜1985年10月）、朝鮮社会民主党中央委員会国際部指導員（1985年10月-1986年7月）を務めた。
1986年8月から務めた人民武力部保衛大学保衛専門研究室長当時、外国人との不正な接触をしたという理由で、1990年3月〜1991年2月まで平安南道北倉郡の18号管理所に収容された。出所後、1992年に主席宮経理部傘下の合弁会社の副社長を務めた。
その後、1994年に脱北した。今現在は大韓民国で京畿大学校北韓学科、慶旼大学校北韓学科で教授を務めながら、テレビ放送出演などの活動をしている。

## 著書
- 康明道『北朝鮮の最高機密』尹学準訳、文藝春秋、1995年10月[3]／文春文庫、1998年11月

## 主な出演番組

### 芸能
- 《이제 만나러 갑니다》(채널A)